# Dogxim
Graxorra
Parent mâle de l'hybridation 
  Canis lupus familiaris 
×

Parent femelle de l'hybridation 
  Lycalopex gymnocercus 
Le Dogxim ou Graxorra est une femelle hybride issue du croisement d'un chien et d'une femelle de renard de la pampa,,.